# Christian Märklin
Christian Märklin (* 23. Juni 1807 in Maulbronn; † 18. Oktober 1849 in Heilbronn) war ein protestantischer Theologe und Pädagoge.

## Leben
Christian Märklin wurde 1807 als Sohn des Seminarprofessors und späteren Heilbronner Prälaten Jakob Friedrich Märklin (1771–1841) in Maulbronn geboren. 1814 wurde Jakob Friedrich Märklin Dekan des Kirchenbezirks Neuenstadt, und Christian Märklin besuchte die Lateinschule in Neuenstadt am Kocher. Nach der Versetzung seines Vaters nach Heilbronn bestand er 1821 am Heilbronner Gymnasium die Reifeprüfung. Von 1821 bis 1825 besuchte er dann, zusammen mit Friedrich Theodor Vischer und David Friedrich Strauss, das evangelisch-theologische Seminar in Blaubeuren. 1825 bis 1830 studierte er in Tübingen evangelische Theologie, im Anschluss hatte er bis 1832 in Brackenheim eine Vikarsstelle inne.
Im Herbst 1834 wurde er Diakon in Calw, der Hochburg des württembergischen Pietismus. 1835 heiratete er Friederike Hoffmann, eine Stuttgarter Beamtentochter, mit der er sich im November 1833 verlobt hatte. Seinem Freund David Friedrich Strauss versuchte er mit seiner 1839 erschienenen Schrift Darstellung und Kritik des modernen Pietismus Schützenhilfe zu leisten und löste so über die Grenzen Württembergs hinaus heftige theologische Diskussionen aus. Eine Berufung auf eine Professorenstelle in Tübingen verhinderten Märklins Gegner. Stattdessen bewarb er sich auf eine frei gewordene Professorenstelle für Geschichte und Latein am Heilbronner Gymnasium, wurde angenommen und übersiedelte im Oktober 1840 mit seiner Familie wieder nach Heilbronn, wo noch sein Vater, eine verheiratete Schwester und viele Freunde lebten. Während der Märzrevolution 1848 kam es zu einer öffentlichen Auseinandersetzung Märklins mit dem Republikaner Louis Hentges in den Tageszeitungen Heilbronner Tagblatt und Neckar-Dampfschiff. Märklin wollte daraufhin als Verfechter einer konstitutionellen Monarchie für die Frankfurter Nationalversammlung kandidieren, gab aber, nachdem Hentges als sein Ersatzmann aufgestellt wurde, am 22. April 1848 seinen Verzicht auf die Kandidatur bekannt. Im Alter von 42 Jahren starb er 1849.
Sein Freund David Friedrich Strauss wurde zum Biografen Märklins. Des Weiteren befand sich Märklin im Briefwechsel mit Gustav Pfizer und Friedrich Theodor Vischer, Justinus Kerner, Ernst Rapp und Jakob Friedrich Märklin, Eduard Märklin, Emma Märklin, Eugenie Märklin und Friederike Märklin (siehe Nachlass im Deutschen Literaturarchiv Marbach).

## Veröffentlichungen
- Über die Reform des protestantischen Kirchenwesens mit besonderer Rüksicht auf die protestantische Kirche in Würtemberg. Laupp, Tübingen 1833.
- Ueber die Nothwendigkeit einer umfassenden Volksbildung und Erziehung. Köhler, Stuttgart 1836.
- Darstellung und Kritik des modernen Pietismus. Ein wissenschaftlicher Versuch. Köhler, Stuttgart 1839 (Digitalisat).
- Das Ketzer-Gericht des Christboten über meine Schrift: Darstellung und Kritik des modernen Pietismus. Köhler, Stuttgart 1839.
- Die spekulative Theologie und die evangelische Kirche. Antwortschreiben an Dr. theol. Barth. Köhler, Stuttgart 1840.
- Über die Stellung und Bedeutung der Freundschaft im Alterthum und in der neuen Zeit. Schell, Heilbronn 1842.